# 霍德沙龙

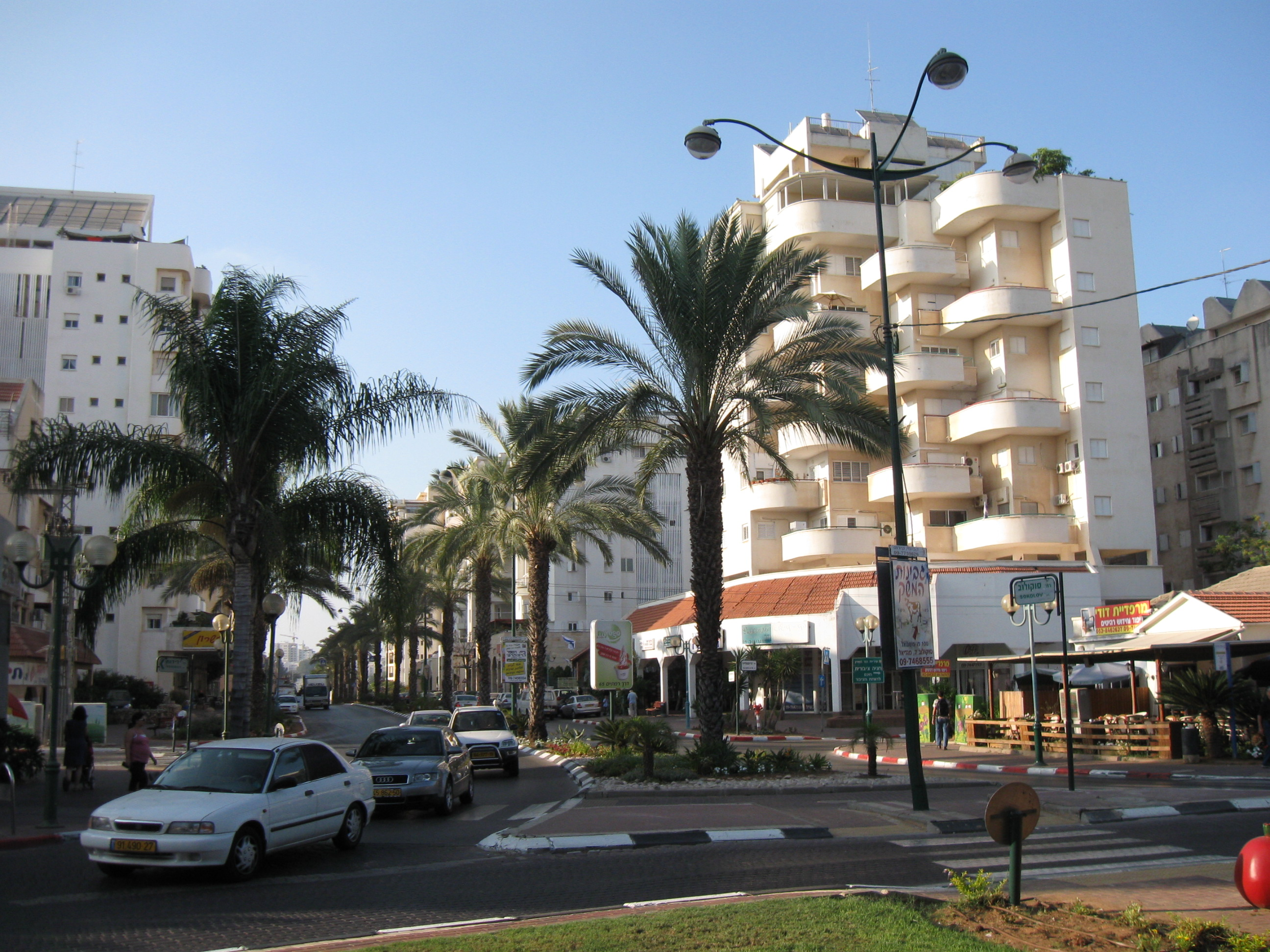

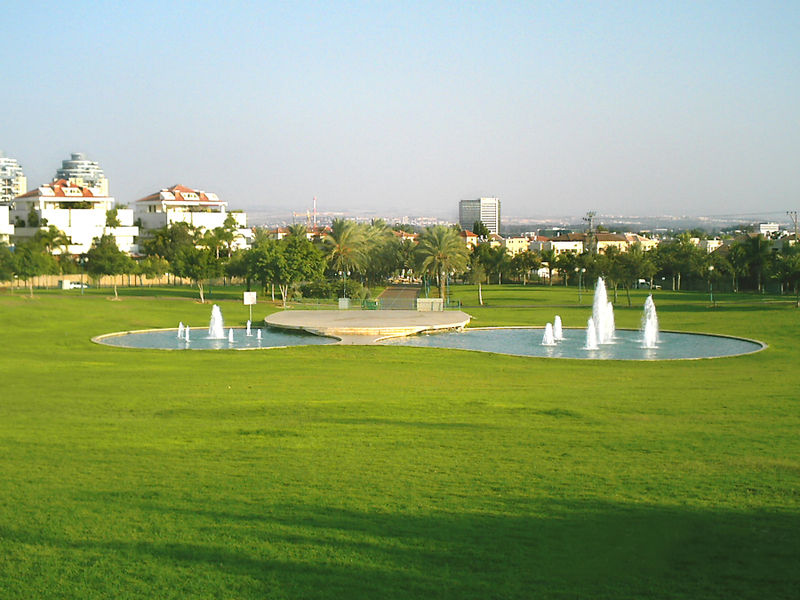

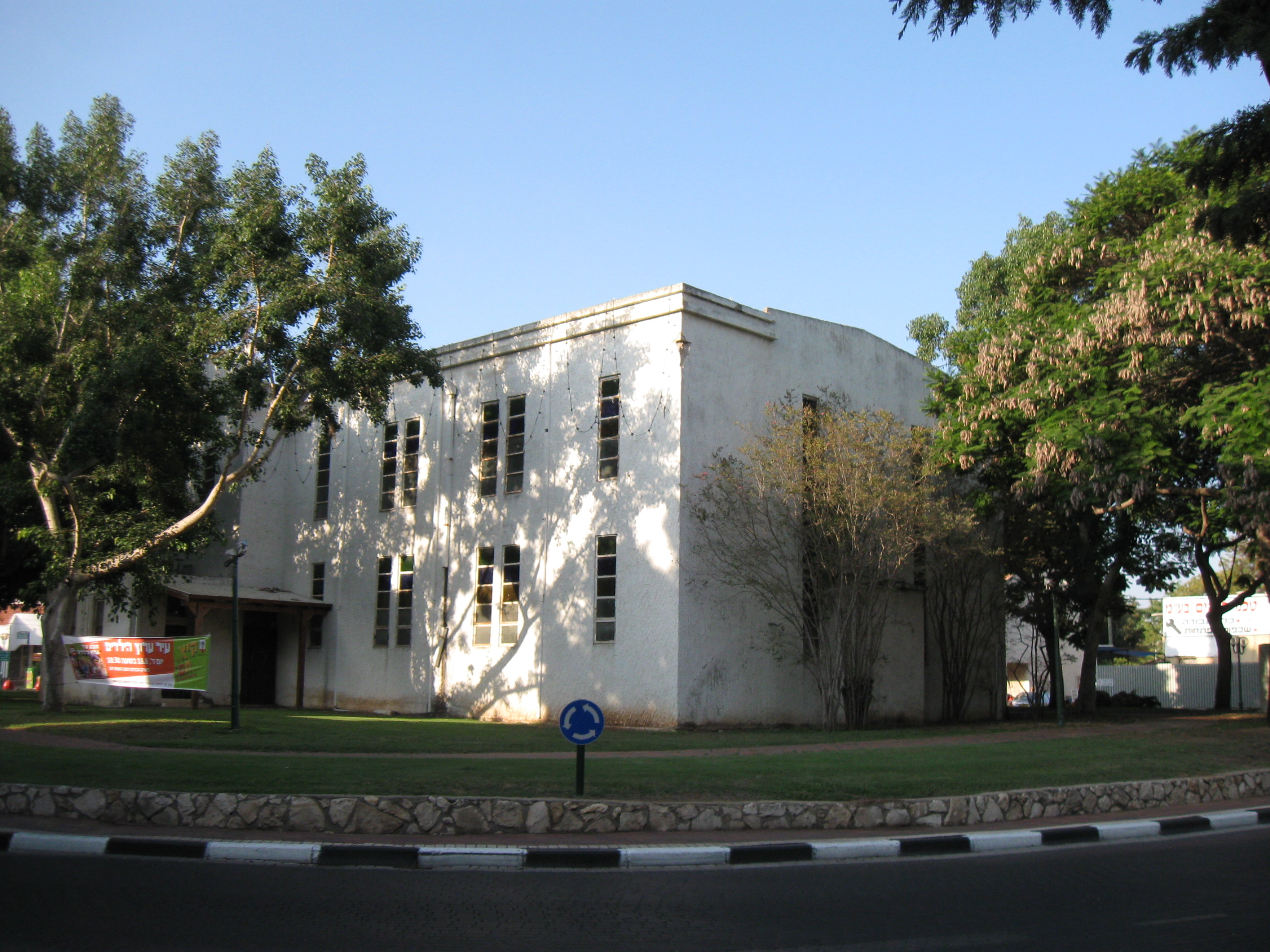

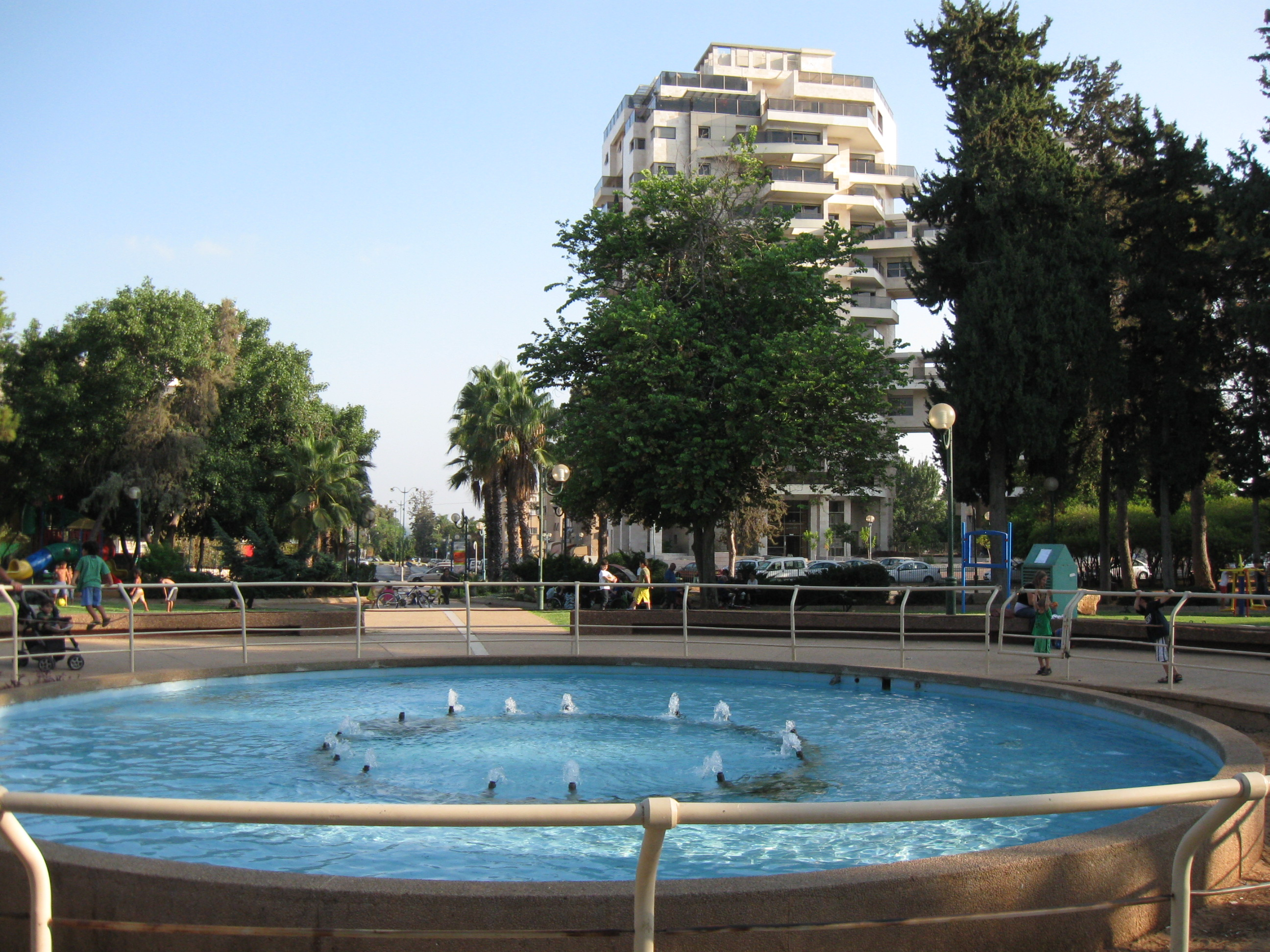

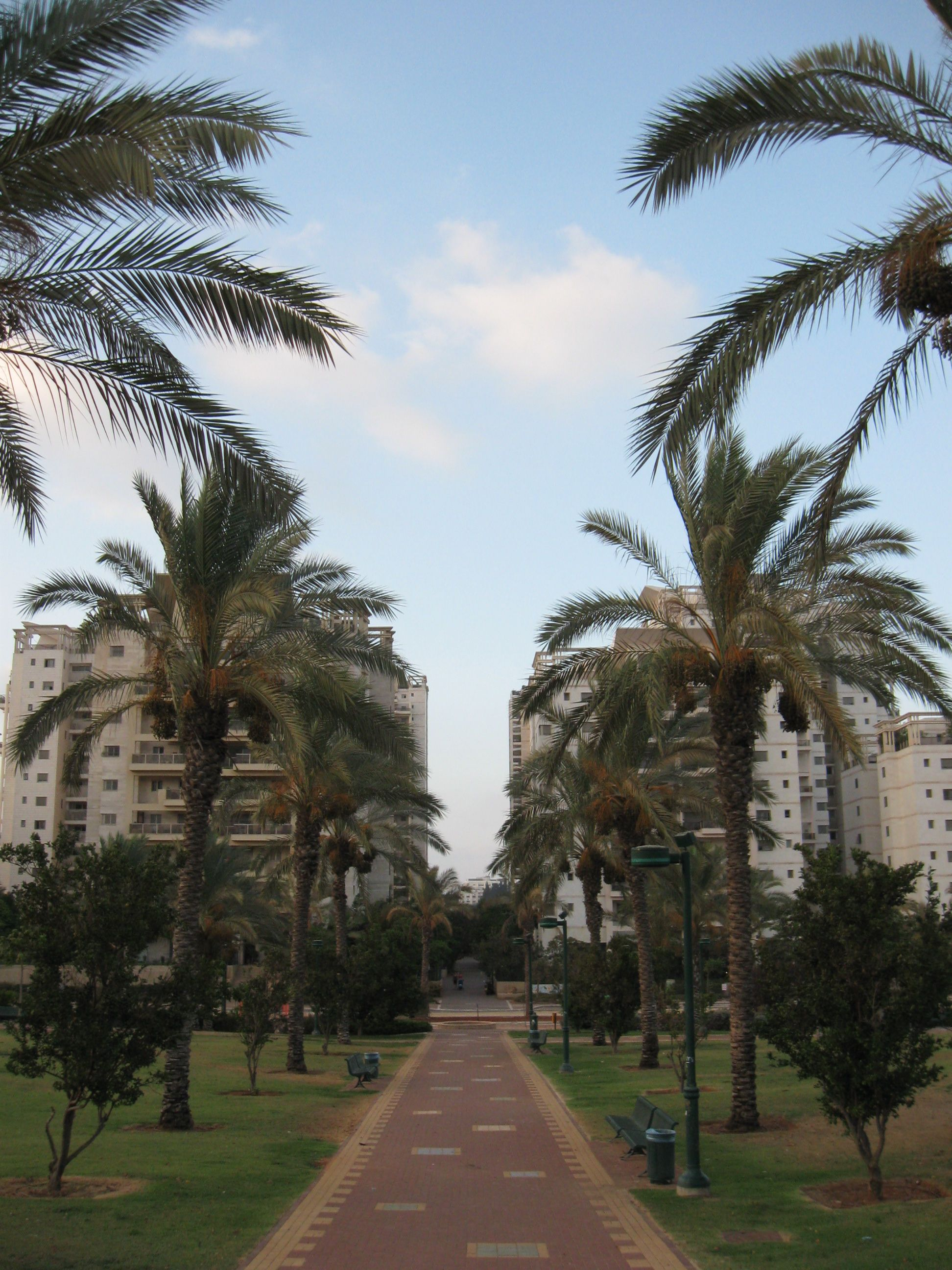

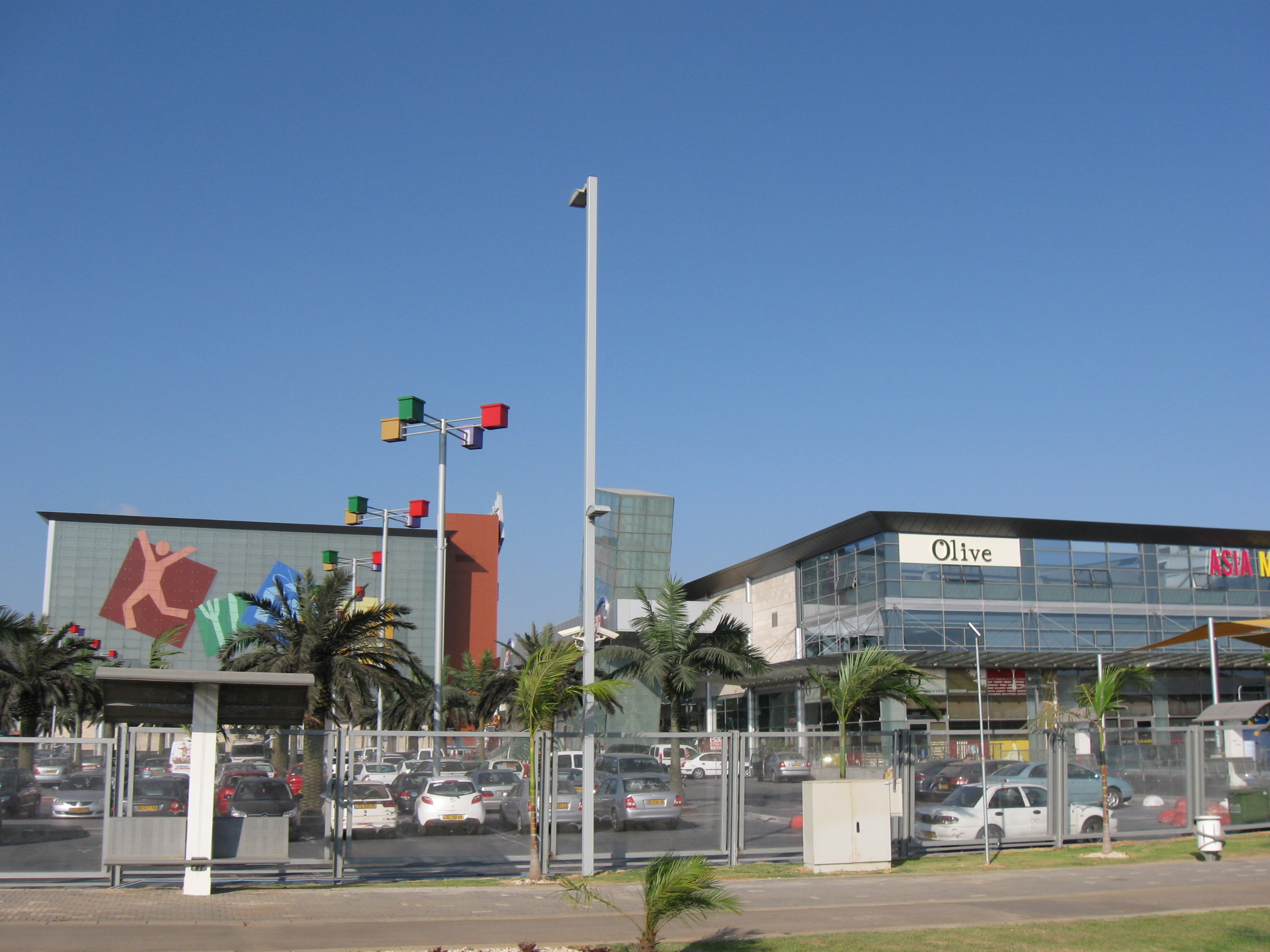

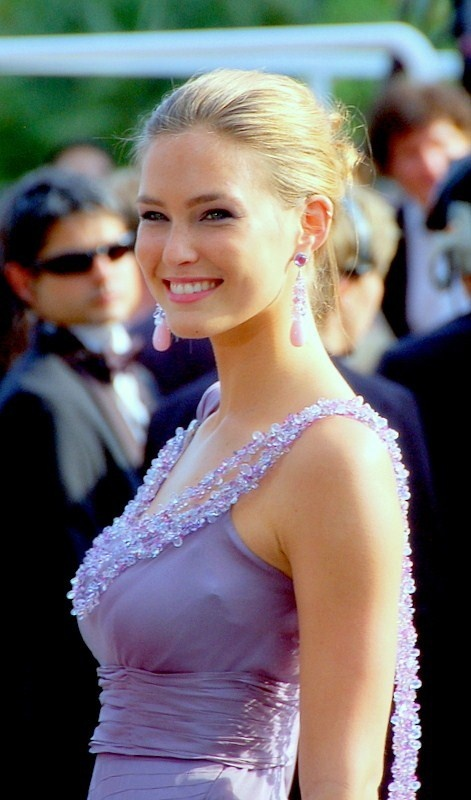

霍德沙龙（希伯來語：‎，羅馬化：Hōd ha-Scharōn，意为“沙龙平原的辉煌”；阿拉伯语：‎，羅馬化：Hūd haSchārūn）是以色列中央區的城市，位於該國西部，距離特拉維夫18公里，始建於1964年，面積19.24平方公里，2007年人口45,700，人口密度每平方公里2.4人。

## 外部連結
- Official municipal website （页面存档备份，存于） （希伯来文）
- Official Youth Council website （希伯来文）